# Pseudotrypocopris amedei
Pseudotrypocopris amedei är en skalbaggsart som beskrevs av Leon Fairmaire 1861. Pseudotrypocopris amedei ingår i släktet Pseudotrypocopris och familjen tordyvlar. Inga underarter finns listade i Catalogue of Life.